# Heliconius insolita
Heliconius insolita är en fjärilsart som beskrevs av Riffarth 1907. Heliconius insolita ingår i släktet Heliconius och familjen praktfjärilar. Inga underarter finns listade i Catalogue of Life.